# آی‌بات
آی‌بات (به انگلیسی: iBOT) یک صندلی چرخدار است که به وسیله دین کامن و طی همکاری با دکا و فناوری مستقل جانسون و جانسون توسعه یافته‌است.
افراد معلول و ناتوان حرکتی با این ویلچر به راحتی می‌توانند در خانه، خیابان و محل کار به فعالیت روزانه خود بپردازند و به صورت کاملاً مستقل و بدون کمک شخص دیگر از پلهها و سطوح شیب‌دار و نامسطح گذر کنند. این صندلی چرخدار قابلیت ایستادن روی دو چرخ را به فرد معلول می‌دهد تا فرد معلول در حالت ایستاده به اندازه قد یک فرد معمولی به راحتی بتواند کارهایی را که در حالت عادی که روی یک ویلچر معمولی نشسته و دستش نمی‌رسد را انجام دهد و حتی بدون برهم خوردن تعادل از پله‌ها بالا و پایین رود. در حالت ایستاده مثل یک سگ‌وی پی‌تی که آن نیز ساخته دین کامن است عمل می‌کند.